# Заямновский сельсовет
Заямновский сельсовет (бел. Зая́мнаўскі сельсавет) — административная единица на территории Столбцовского района Минской области Республики Беларусь.

## История
Заямновский сельский Совет образован в 1962 году.

## Состав
Заямновский сельсовет включает 11 населённых пунктов:
- Артюхи — деревня.
- Боханы — деревня.
- Задворье — деревня.
- Заямное — агрогородок.
- Конколовичи — деревня.
- Кучкуны — деревня.
- Отцеда — деревня.
- Слобода — агрогородок.
- Стецки — деревня.
- Яблоновка — деревня.
- Ячное — деревня.

## Производственная сфера
- Частное дочернее сельскохозяйственное унитарное предприятие "Профи-Агроцентр"

## Социально-культурная сфера
- Учреждения образования и дошкольные учреждения: Заямновский детский сад, Учреждение образования «Заямновская государственная общеобразовательная школа», Учреждение образования «Слободская базовая школа»
- Медицинское обслуживание: Заямновский фельдшерско-акушерский пункт, Засульская врачебная амбулатория, Слободской фельдшерско-акушерский пункт, Яблоновский фельдшерско-акушерский пункт
- Учреждения культуры и спорта: Ячновский сельский клуб-библиотека, Молодёжный клуб д. Заямное, Заямновская сельская библиотека, Слободской сельский клуб-библиотека, Яблоновский сельский клуб-библиотека.

## Памятные исторические места
- Обелиск в деревне Заямное воинам и партизанам павшим во время Великой Отечественной войны.